# Война Паучьей Королевы
«Война Паучьей Королевы» (англ. War of the Spider Queen) — межавторский книжный цикл по сеттингу Forgotten Realms. Серия состоит из шести романов, написанных разными авторами под общей редакцией Роберта Сальваторе. Книги писались с 2002 по 2005 год и издавались отдельно.
Сюжетно цикл связан с тетралогией Роберта Сальваторе «Наследие дроу» и трилогией Элейн Каннингем «Звездный свет и тени» и повествует о событиях, развернувшихся в Мензоберранзане после исчезновения богини темных эльфов — Ллос.

## Сюжет
Действие цикла происходит в 1372 году по Летоисчислению Долин в подземном городе темных эльфов Мензоберранзане. Верховная богиня дроу Ллос — Повелительница Демонов, Мать Хаоса, Хозяйка Дьявольской Паутины, Паучья Королева, исчезла. Теперь жрицы богини не слышат её и не могут читать заклинания и потеряли всю свою силу. Для жриц, которые управляли всем городом, это становится катастрофой. Из опасения за свою власть над городом и безопасность Мензоберранзана, женщины решают сохранить молчание Ллос и своё бессилие в тайне. Но надолго ли им это удастся? Чтобы как можно скорее ликвидировать опасность, Верховный совет Матерей города решает отправить на поиски богини отряд приключенцев. Смельчакам предстоит отыскать Леди Хаоса и узнать причины её исчезновения. Обитель Ллос находится на дне Дьявольской Паутины, в демонических планах, и чтобы попасть туда, героям придется заглянуть в самые отдаленные уголки Подземья, сразиться под палящим солнцем на поверхности и в мутных водах аболетов, встретиться с воинством Кровавой Расселины и посетить мрачный Уровень Тени, даже спуститься в сам Абисс.

## Структура цикла

### Отречение
- Dissolution (2002)
- Автор: Ричард Ли Байерс

### Мятеж
- Insurrection (2002)
- Автор: Томас Рейд

### Приговор
- Condemation (2003)
- Автор: Ричард Бейкер

### Угасание
- Extinction (2004)
- Автор: Лиза Смедман

### Уничтожение
- Annihilation (2004)
- Автор: Филип Этанс

### Возвращение
- Resurrection (2005)
- Автор: Пол Кемп